# World Games/Rettungssport
Die World Games sind alle vier Jahre ein wichtiges Ereignis für die nichtolympische Sportart Rettungssport. Die Spiele werden von der International World Games Association – IWGA ausgerichtet. Rettungssport ist seit 1985 vertreten.

## World Games 2005
Die 7. World Games wurden vom 14. bis 24. Juli 2005 im deutschen Duisburg ausgetragen.
| Wettbewerb                                      | Gold                         | Silber                       | Bronze               |
| ----------------------------------------------- | ---------------------------- | ---------------------------- | -------------------- |
| Pool 100 m Schleppen mit Flossen Damen          | Katja Popke                  | Monique Driessen             | Sandra Temmerman     |
| Pool 100 m Schleppen mit Flossen Herren         | Nicola Ferrua                | Carsten Schlepphorst         | Graeme Willcox       |
| Pool 50 m Schleppen Damen                       | Elena Maria Valentina Prelle | Monique Driessen             | Jennifer Parry       |
| Pool 50 m Schleppen Herren                      | Hagen Leditschke             | Mauro Locchi                 | Fernando Del Villar  |
| Pool 100 m Bergung versch. Damen                | Jennifer Parry               | Elena Maria Valentina Prelle | Alexandra Bannon     |
| Pool 100 m Bergung versch. Herren               | Guillem Riand                | Fernando Del Villar          | Sören Borch          |
| Pool 200 m Hindernisschwimmen Damen             | Erica Buratto                | Sarah Windsor                | Bieke Vandenabeele   |
| Pool 200 m Hindernisschwimmen Herren            | Pierre-Yves Romanini         | Lutz Heimann                 | Guillem Riand        |
| Pool 4 × 50 m Staffel Hindernisschwimmen Damen  | Team Niederlande             | Team Deutschland             | Team Italien         |
| Pool 4 × 50 m Staffel Hindernisschwimmen Herren | Team Deutschland             | Team Spanien                 | Team Italien         |
| Pool 4 × 50 m Staffel versch. Damen             | Team Deutschland             | Team Niederlande             | Team Italien         |
| Pool 4 × 50 m Staffel versch. Herren            | Team Deutschland             | Team Italien                 | Team Spanien         |
| Pool 4 × 25 m Staffel Schleppen Damen           | Team Niederlande             | Team Italien                 | Team Deutschland     |
| Pool 4 × 25 m Staffel Schleppen Herren          | Team Spanien                 | Team Italien                 | Team Deutschland     |
| Strand Gurtrettungs-Wettbewerb Damen            | Team Spanien                 | Team Australien              | Team Niederlande     |
| Strand Gurtrettungs-Wettbewerb Herren           | Team Deutschland             | Team Niederlande             | Team Australien      |
| Strand Surf Race-Wettbewerb Damen               | Bieke Vandenabeele           | Maartje van Keulen           | Irene Zamora         |
| Strand Surf Race-Wettbewerb Herren              | Nathan Smith                 | Massimiliano Eroli           | Pierre-Yves Romanini |
| Strand Ironwoman                                | Naomi Flood                  | Emma Wynne                   | Kristy Munroe        |
| Strand Ironman                                  | Zane Holmes                  | Nathan Smith                 | Paul Dias            |
| Strand Rettungsbrett-Wettbewerb Damen           | Kristy Munroe                | Naomi Flood                  | Anais Riand          |
| Strand Rettungsbrett-Wettbewerb Herren          | Nathan Smith                 | Zane Holmes                  | Ryan Brennan         |
| Strand 2 Rettungsbrett-Wettbewerb Damen         | Team Australien              | Team Niederlande             | Team Deutschland     |
| Strand 2 Rettungsbrett-Wettbewerb Herren        | Team Australien              | Team Deutschland             | Team Spanien         |
| Medaillen Staffel Damen (Pool+Strand)           | Team Niederlande             | Team Deutschland             | Team Australien      |
| Medaillen Staffel Herren (Pool+Strand)          | Team Deutschland             | Team Spanien                 | Team Italien         |

## World Games 2009
Die 8. World Games wurden vom 16. bis 26. Juli 2009 im taiwanischen Kaohsiung ausgetragen.
| Wettbewerb                                    | Gold               | Silber             | Bronze              |
| --------------------------------------------- | ------------------ | ------------------ | ------------------- |
| 200 m Hindernisschwimmen Herren               | En-Jian Zhang      | Federico Pinotti   | Benjamin Bilski     |
| 50 m Retten einer Puppe Herren                | Federico Pinotti   | Florian Laclaustra | Giovanni Legnani    |
| 100 m Kombinierte Rettungsübung Herren        | Simone Procaccia   | Jia-Wen Zhang      | Nicola Ferrua       |
| 100 m Schwimmen und Retten mit Flossen Herren | Simone Procaccia   | Jia-Wen Zhang      | Nicola Ferrua       |
| Beach Surf Race Herren                        | Christopher Allum  | Glenn Anderson     | Federico Pinotti    |
| Beach Board Race Herren                       | Daniel Moodi       | Hugh Dougherty     | Shannon Eckstein    |
| Beach Oceanman Herren                         | Shannon Eckstein   | Hugh Dougherty     | Ryan Brennan        |
| Mannschaftswertung Herren                     | Italien            | Neuseeland         | Australien          |
| 200 m Hindernisschwimmen Damen                | Ying Lu            | Jie-Qiao Yang      | Chin-Kuei Yang      |
| 50 m Retten einer Puppe Damen                 | Isabella Cerquozzi | Yu-Ting Gao        | Qian He             |
| 100 m Kombinierte Rettungsübung Damen         | Yu-Ting Gao        | Sarah Windsor      | Qian He             |
| 100 m Schwimmen und Retten mit Flossen Damen  | Jian-Rong Song     | Jie-Feng Huang     | Marcella Prandi     |
| Beach Surf Race Damen                         | Kristyl Smith      | Naomi Flood        | Ayla Dunlop-Barrett |
| Beach Board Race Damen                        | Nikki Cox          | Naomi Flood        | Madison Boon        |
| Beach Oceanwoman Damen                        | Naomi Flood        | Kristyl Smith      | Nikki Cox           |
| Mannschaftswertung Damen                      | Deutschland        | Australien         | Italien/ China      |

## World Games 2013
Die 9. World Games wurden vom 25. Juli bis 4. August 2013 im kolumbianischen Cali ausgetragen. Mit vier Gold- und einer Silbermedaille war der deutsche Rettungssportler Marcel Hassemeier der erfolgreichste Athlet der World Games 2013 und wurde auch zum „Athlete of the Year“ gewählt.
| Wettbewerb                                                   | Gold               | Silber             | Bronze             |
| ------------------------------------------------------------ | ------------------ | ------------------ | ------------------ |
| 200 m Hindernisschwimmen Herren                              | Niccolò Maschi     | Federico Pinotti   | Thomas Vilaceca    |
| 50 m Retten einer Puppe Herren                               | Stefano Costamagna | Federico Pinotti   | David Marais       |
| 100 m Schwimmen und Retten mit Flossen Herren                | Francesco Bonanni  | Stefano Costamagna | Anil Sezin         |
| 100 m Schwimmen und Retten mit Flossen und Gurtretter Herren | Marcel Hassemeier  | Anil Sezen         | Francesco Bonanni  |
| 200 m Super Lifesaver Herren                                 | Marcel Hassemeier  | Federico Pinotti   | Thomas Vilaceca    |
| 4 × 25 m Puppenstaffel Herren                                | Deutschland        | Italien            | Republik Südafrika |
| 4 × 50 m kombinierte Staffel Herren                          | Frankreich         | Deutschland        | Italien            |
| 4 × 50 m Hindernisschwimmen Herren                           | Deutschland        | Italien            | Frankreich         |
| 200 m Hindernisschwimmen Damen                               | Silvia Meschiari   | Rongrong Zheng     | Magalie Rousseau   |
| 50 m Retten einer Puppe Damen                                | Magalie Rousseau   | Federico Pinotti   | Bieke Vandenabeele |
| 100 m Schwimmen und Retten mit Flossen Damen                 | Marta Mozzanica    | Anneloes Peulen    | Marcella Prandi    |
| 100 m Schwimmen und Retten mit Flossen und Gurtretter Damen  | Justine Weyders    | Maria Luengas      | Maike Op Het Veld  |
| 200 m Super Lifesaver Damen                                  | Magalie Rousseau   | Chiara Pidello     | Laura Pranzo       |
| 4 × 25 m Puppenstaffel Damen                                 | Deutschland        | Belgien            | Niederlande        |
| 4 × 50 m kombinierte Staffel Damen                           | Frankreich         | Niederlande        | Deutschland        |
| 4 × 50 m Hindernisschwimmen Damen                            | Frankreich         | China              | Italien            |